# Capela da Ressurreição (Bruxelas)
A Capela da Ressurreição (em holandês Verrijzenis-Kapel, em francês Chapelle de la Résurrection) é uma igreja católica, com orientação ecuménica, no bairro europeu de Bruxelas. O edifício data do Século XV e estava localizado originalmente no centro da cidade. Foi deslocado e remodelado na reestruturação urbana de 1907. No outono de 2001, por ocasião da reestruturação arquitectónica, com nova reorientação da pastoral, a capela passou a ter o nome actual. A responsabilidade pastoral da capela foi confiada aos Jesuítas.

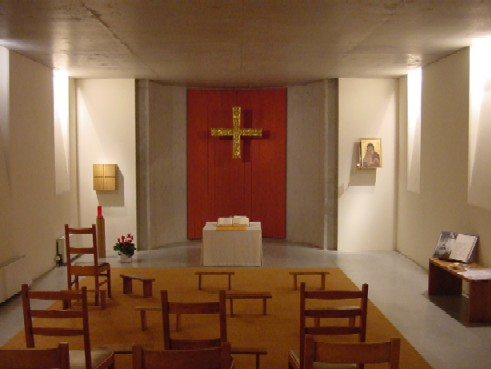
Cripta

## História
Nos primeros dois séculos da sua exitência, a igreja encontrava-se junto à estação central, sendo transferida para o local onde hoje se encontra aquando da requalificação do centro histórico de Bruxelas, passando a fazer parte do convento das Irmãs da Adoração Perpétua (Dames l'Adoration perpetuelle). O aspecto exterior do conjunto de edifícios manteve-se até hoje, com finalidades distintas. Em 1999, as irmãs venderam o complexo. O prédio principal abriga hoje o centro de visitantes e a biblioteca da Comissão Europeia. A capela foi vendida a uma associação internacional de direito belga, fundada por membros das instituições europeias, o que permitiu conservá-la como espaço litúrgico. Através de doações e contribuições das Conferências Episcopais Católicas da Europa (COMECE), da Conferência das Igrejas Europeias (CEC), da Companhia de Jesus e de numerosas fundações, a capela foi totalmente remodelada e reestruturada em 1999/2000. A 25 de Setembro de 2001, a nova igreja foi inaugurada oficialmente pelo Cardeal Godofredo Danneels, Arcebispo de Mechelen-Bruxelas.

## Arquitetura
Enquanto a fachada e o exterior, durante o trabalho de renovação, se mantiveram praticamente inalterados, o interior foi demolido e reestruturado pelo arquiteto Marionex de Bruxelas. Hoje, o edifício é constituído por quatro andares, o que não é visível do exterior. Hoje, entra-se na capela através de um hall (rés-do-chão) espaço destinado à recepção e exposições. A cave (cripta) é um espaço de oração e de silêncio. A cruz banhada a ouro é obra do escultor Belga Philippe Denis. O espaço litúrgico principal encontra-se agora no primeiro andar e é acessível por uma escadaria interior, ou por elevador. Como a igreja perdeu a sua altura original, foram inseridas novas janelas pelo artista austríaco Thomas Reinhold. As janelas laterais têm como tema a encarnação, a criação, a sarça ardente e o Pentecostes. A janela da fachada principal rapresenta a ressurreição. Na galeria lateral, a capela tem um órgão da oficina de Etienne Debaisieux, oferecido pela Igreja Evangélica na Alemanha (EKD). No andar de cima existe ainda uma sala de reunião e escritórios.

## Conceito pastoral
A Capela da Ressurreição não é uma igreja paroquial. Dada a sua localização privilegiada num bairro de negócios e de escritórios, muito próxima das instituições europeias (Conselho da União Europeia, Parlamento Europeu, Comissão Europeia, etc), a capela pretende ser um espaço de discussão, de encontro e de culto, perto do ambiente de trabalho. Está aberta principalmente nos dias úteis e oferece alternativas litúrgicas, que são adaptadas ao ritmo de trabalho e à diversidade de sensibilidades religiosas. A capela é dirigida por uma equipa pastoral de voluntários, composta por religiosos e leigos. Além da oração da manhã diária (dias úteis) oferece serviços católicos, luteranos e ortodoxos, em várias línguas, mas principalmente em Inglês e Francês.